# Александер Цетнер (каштелян)
Алекса́ндер Це́тнер (пол. Aleksander Cetner; бл. 1611 — до 23 грудня 1675) — польський шляхтич, військовик, урядник Корони Польської, Речі Посполитої. Полковник королівських військ. Представник роду Цетнерів гербу Пшерова. Сват старости генерального подільського Стефана Потоцького.

## Життєпис
Народився близько 1611 року. Четвертий син Бальцера (Балтазара) Цетнера, який прибув до Польщі з Сілезії в часи правління короля Сигізмунда ІІ Августа, та його дружини Кужанської (пол. Kurzańska гербу Одровонж), пов'язаної родинними зв'язками з гетьманом великим коронним Станіславом Жолкєвським).
Замолоду почав військову службу. Під Цецорою восени 1620 року потрапив у полон до турків, звідки був викуплений стараннями старшого брата, львівського підчашого Анджея Цетнера. У ранзі королівського ротмістра брав участь у сутичках зі шведами в Прусії у 1626—1629 роках. На виборах короля 1632 року як посол Галицької землі підписав вибір королем Владислава IV Вази. За заслуги в сутичках з шведами, татарами, козаками отримав королівщини Городницю, Сулківці, в 1640 році Зенівці, Вербку та інші. 24 квітня 1641 року став хорунжим Подільського воєводства. 1647 року був послом від Галицької землі на сейм. 17 червня 1647 року був обраний ротмістром панцирної корогви.
Наприкінці 1647 року звів особисті порахунки з державцем Бориничів Адамом Жечицьким, напавши на його маєток зі своїми слугами, підданими, 200-а вибраними драгунами. А. Жечицького було вбито, його діти тривалий час мали процеси з А. Цетнером. 1649 року брав участь на чолі панцерної корогви в обороні Збаража, 1651 року в Берестецькій битві. 5 липня 1651 року, після смерті Адама Героніма Казановського (він загинув у перший день битви), став галицьким каштеляном. 1653 року був призначений одним із комісарів для визначення шкоди маєтностям князя Дмитра Юрія Вишневецького під час облоги Збаража. Брав участь у битвах під Жванцем (1653), 1654-го, взимку 1655 років, був одним з небагатьох польських військовиків, чиї підрозділи (керував полком) не покидали поле бою. Під час Потопу був у Ланьцуті біля короля Яна II. 1658 року був покараний баніцією за напад з князем Димитром Юрієм Вишневецьким на його брата, князя Домініка Константина Вишневецького (після примирення отримав ґлейт короля як наслідок примирення з потерпілим).
1660 року брав участь у боях з московитами, у битві під Чудновом. Під час військової конфедерації став на бік короля. Воював проти українського гетьмана Івана Брюховецького, підтримуваного московитами. В 1666 році отримав Рівне, Олександрію, Тинне, Басів Кут та Новий Двір у якості застави від Гризельди Вишневецької та Станіслава Конєцпольського за 80 000 злотих. 1671 року за дозволом короля переказав королівщину Стоки сину. Мав набожність до ікони Матері Божої костелу Внебовзяття Пресвятої Діви Марії в дідичному Підкамені, вірив, що вона допомогла звільнитися з татарської неволі, разом з дружиною Анною із Замойських (донькою львівського каштеляна Вацлава Яна Замойського) надавав кошти для монастиря та костелу, який вимурували його коштом замість пошкодженого віком старого дерев'яного. З інших маєтностей часто не платив десятин, що призводило до судових вироків. Домініканин Шимон Окольскі хвалив його у своїх працях (дві з них присвятив Александрові Цетнеру з Чертвиць). В актах люблінського Коронного трибуналу часто фігурує за насилля, напади, отримував баніції, що або не виконувалось, або рятував королівський ґлейт.
1666 року була чутка про його смерть, вакансії мав взяти Ян Собеський. 1671 року (був уже старим) за дозволом короля передав свою панцерну хоругву сину Янові — старості щуровицькому.
У середині XVII ст. землі довкола Свіржа і замок перейшли у власність графа Александра Цетнера, родина якого володіла замком до кінця XIX ст. Востаннє у збережених документах як галицький каштелян згаданий 25 травня 1672 року.
Помер до 23 грудня 1675 року.

### Сім'я
Дружина — Анна з Замойських гербу Єліта, донька львівського каштеляна Вацлава Яна Замойського та його дружини Зофії з Бабина Пшончанки (пол. Zofia z Babina Pszonczanka). Діти:
- Ян — львівський та щуровицький староста
- Александер — теребовельський староста[4]